# Fred Barron
Fred Barron es un productor de televisión y escritor estadounidense.

## Filmografía

### Como escritor
- After You've Gone
- According to Bex
- Unión Square
- My Family
- Caroline in the City
- Dave's World
- The Larry Sanders Show
- Sessions
- Displaced Person
- Kate & Allie
- Something Short of Paradise
- Between the Lines
- Man Love 2020

### Como creador
- After You've Gone
- According to Bex
- Unión Square
- My Family
- Caroline in the City
- Dave's World

### Como productor
- After You've Gone
- My Family (Productor Ejecutivo)
- Unión Square (Productor Ejecutivo)
- Caroline in the City (Productor Ejecutivo)
- Dave's World (Productor Ejecutivo)
- The Larry Sanders Show (Productor Ejecutivo)
- Seinfeld (Productor Ejecutivo)